# 常蔭槐
常蔭槐（1876年/1888年—1929年1月10日），字瀚襄，又作漢湘，吉林省梨樹縣劉家館人，中华民国政治人物，奉系要人，由於與張學良爭權，張派高紀毅將他就地正法，得年54歲。

## 生平
生於官僚地主家庭。1910年奉天法政學堂畢業。1926年6月至1927年9月，担任交通大学唐山分校校长。
1926年（民国15年），常荫槐就任京奉鐵路局長。同年12月，任安国軍交通总長。1927年（民国16年）6月，任北京政府潘復内閣交通部次長。潘復兼任交通总長，常荫槐代理总長事務。此外，还兼任关税自主委員会委員。7月，调任黑龙江省長，兼任陸軍行营总執法处处長。
張作霖死後，1928年（民国17年）7月，任東北保安委員会委員、黑龙江省省長、東北交通委員会委員長。同年12月31日，随着东北易幟，改任黑龙江省政府主席。
1929年（民国18年）1月10日，楊宇霆向張學良提出成立東北鐵路督辦公署，並派常蔭槐為督辦，對張學良進逼頗甚。張学良夜間約楊宇霆、常蔭槐聚餐，卻命警務處長高紀毅、副官譚海等人在筵席上將楊、常兩人緊急逮捕並處決。